# Campeonato Juvenil Africano de 1985
El Campeonato Juvenil Africano de 1985 se jugó del 2 de septiembre de 1984 al 4 de mayo de 1985 y contó con la participación de 22 selecciones juveniles de África.
Nigeria venció en la final a Túnez para ganar el título por segundo año consecutivo.

## Participantes
| - Angola - Gambia - Ghana - Guinea - Mozambique - Sudán - Uganda - Zambia - Burkina Faso - Togo - Senegal | - Argelia - Camerún - Egipto - Etiopía - Marruecos - Nigeria - Túnez - Zimbabue - Libia - Costa de Marfil - Benín |

## Ronda preliminar
| Equipo 1     | Agr. | Equipo 2 | Ida | Vuelta |
| ------------ | ---- | -------- | --- | ------ |
| Burkina Faso | w.o  | Benín    | -   | -      |
| Etiopía      | w.o. | Libia    | -   | -      |
| Senegal      | w.o. | Togo     | -   | -      |
| Gambia       | 2–3  | Ghana    | 1–0 | 1–3    |
| Guinea       | 2–2  | Angola   | 2–1 | 0–1    |
| Sudán        | 1–0  | Uganda   | 1–0 | 0–0    |
| Mozambique   | 0–8  | Zambia   | 0–3 | 0–5    |

## Primera ronda
| Equipo 1        | Agr.         | Equipo 2 | Ida | Vuelta |
| --------------- | ------------ | -------- | --- | ------ |
| Benín           | w.o.         | Ghana    | -   | -      |
| Costa de Marfil | w.o.         | Senegal  | -   | -      |
| Túnez           | 0–0 (p: 3–2) | Argelia  | 0–0 | 0–0    |
| Marruecos       | 3–1          | Egipto   | 2–0 | 1–1    |
| Nigeria         | 2–1          | Ghana    | 2–0 | 0–1    |
| Camerún         | 5–0          | Angola   | 3–0 | 2–0    |
| Zimbabue        | 4–3          | Sudán    | 4–2 | 0–1    |
| Etiopía         | 5–3          | Zambia   | 2–2 | 3–1    |

## Cuartos de final
| Equipo 1  | Agr. | Equipo 2        | Ida | Vuelta |
| --------- | ---- | --------------- | --- | ------ |
| Guinea    | 1–3  | Costa de Marfil | 0–0 | 1–3    |
| Marruecos | 1–2  | Túnez           | 1–0 | 0–2    |
| Camerún   | 4–5  | Nigeria         | 3–0 | 1–5    |
| Etiopía   | 3–1  | Zimbabue        | 1–1 | 2–0    |

## Semifinales
| Equipo 1        | Agr.   | Equipo 2 | Ida | Vuelta |
| --------------- | ------ | -------- | --- | ------ |
| Costa de Marfil | 1–1(a) | Túnez    | 1–1 | 0–0    |
| Nigeria         | 4–1    | Etiopía  | 3–0 | 1–1    |

## Final
| Equipo 1 | Agr. | Equipo 2 | Ida | Vuelta |
| -------- | ---- | -------- | --- | ------ |
| Túnez    | 2–3  | Nigeria  | 1–1 | 1–2    |

## Campeón
| Campeonato Juvenil Africano 1985 |
| -------------------------------- |
| Bandera de Nigeria               |
| Nigeria 2º Título                |

## Clasificados al Mundial Sub-20
| - Nigeria | - Túnez |